# Selci Đakovački
Selci Đakovački est un village de la municipalité de Đakovo (Comitat d'Osijek-Baranja) en Croatie. Au recensement de 2011, la ville comptait 1 796 habitants.